# Gemeinderatswahl in St. Pölten 1991
Die Gemeinderatswahl 1991 fand am 6. Oktober 1991 statt und war die zehnte Gemeinderatswahl in St. Pölten nach Kriegsende. Die Sozialdemokratische Partei Österreichs konnte trotz leichter Verluste meisten Stimmen auf sich vereinen die absolute Mehrheit verteidigen.

## Ausgangslage
Bei der Wahl vom 23. November 1986 konnte die SPÖ erneut die meisten Stimmen auf sich Vereinen und mit starken Gewinnen ihr bestes Ergebnis erzielen und die absolute Mehrheit verteidigen. Während die ÖVP leicht verlor, mussten FPÖ und KPÖ starke Verluste hinnehmen. Die FPÖ erreichte knapp ein Mandat, die KPÖ scheiterte knapp am Wiedereinzug in den Gemeinderat.

### Wahlwerbende Parteien und Wahlverlauf
Bei den Wahlen traten die drei im Gemeinderat vertretenen Parteien sowie die Grüne Alternative St. Pölten (GAS) und die Kommunistische Partei Österreichs (KPÖ) an. Die Sozialdemokratische Partei Österreichs (SPÖ) trat mit Willi Gruber als Spitzenkandidat an, die Österreichische Volkspartei (ÖVP) unter Hannes Hochetlinger. Spitzenkandidat der Freiheitlichen Partei Österreichs (FPÖ) war Heinz Haltmeyer, die GAS trat unter Silvia Buschenreiter an, die KPÖ unter Ludwig Marzi.

## Wahlergebnis
Bei der Wahl vom 6. Oktober 1991 musste die SPÖ leichte Verluste verzeichnen, konnte jedoch die absolute Mehrheit verteidigen. Während die FPÖ stark gewinnen konnte und die GAS bei ihrem ersten Antritt zwei Mandate erreichte, musste die ÖVP starke Verluste hinnehmen und erreichte ihr bis zu diesem Zeitpunkt schlechtestes Ergebnis. Die KPÖ scheiterte am Einzug in den Gemeinderat, GABL trat nicht mehr an.
|                    | Ergebnisse 1991  | Ergebnisse 1991  | Ergebnisse 1991  | Ergebnisse 1986  | Ergebnisse 1986  | Ergebnisse 1986  | Differenzen      | Differenzen      | Differenzen      |
| ------------------ | ---------------- | ---------------- | ---------------- | ---------------- | ---------------- | ---------------- | ---------------- | ---------------- | ---------------- |
| Stimmen            | %                | Mand.            | Stimmen          | %                | Mand.            | Stimmen          | %                | Mand.            |                  |
| Wahlberechtigte    | 39.988           |                  |                  | 39.830           |                  |                  | + 158            |                  |                  |
| Abgegebene Stimmen | 30.273           | 75,7 %           |                  | 33.799           | 84,9 %           |                  | - 3.526          | - 9,2 %          |                  |
| ungültige Stimmen  | 1.243            | 4,1 %            |                  | 1.535            | 4,5 %            |                  | - 292            | - 0,4 %          |                  |
| gültige Stimmen    | 29.030           | 95,9 %           |                  | 32.264           | 95,4 %           |                  | - 3.234          | + 0,5 %          |                  |
| Partei             |                  |                  |                  |                  |                  |                  |                  |                  |                  |
| SPÖ                | 17.515           | 60,3 %           | 26               | 20.181           | 62,5 %           | 27               | - 2.666          | - 2,2 %          | - 1              |
| ÖVP                | 6.959            | 24,0 %           | 10               | 10.455           | 32,4 %           | 14               | - 3.496          | - 8,4 %          | - 4              |
| FPÖ                | 2.615            | 9,0 %            | 4                | 733              | 2,3 %            | 1                | + 1.882          | + 6,7 %          | + 3              |
| GAS                | 1.683            | 5,8 %            | 2                | nicht kandidiert | nicht kandidiert | nicht kandidiert | nicht kandidiert | nicht kandidiert | nicht kandidiert |
| KPÖ                | 258              | 0,9 %            | 0                | 659              | 2,0 %            | 0                | - 401            | - 1,1 %          | ± 0              |
| GABL               | nicht kandidiert | nicht kandidiert | nicht kandidiert | 236              | 0,7 %            | 0                | - 236            | - 0,7 %          | ± 0              |
| Gesamt             | 29.030           | 100,0 %          | 42               | 32.264           | 100,0 %          | 42               | - 3.234          | ± 0              | ± 0              |

## Auswirkungen
Bei der konstituierenden Gemeinderatssitzung wurde Gruber zum Bürgermeister gewählt, Vizebürgermeister wurden Amand Kysela (SPÖ) und Hannes Hochetlinger (ÖVP). Mit Heinz Haltmeyer konnte die FPÖ erstmals einen Stadtrat stellen. Siegfried Nasko wurde von der SPÖ überraschend zum Kulturstadtrat ernannt.